# 克拉科夫老城
克拉科夫老城（波蘭語：Stare Miasto w Krakowie；又譯為克拉科夫舊城）是波兰城市克拉科夫的历史城區，位於克拉科夫的市中心地帶。这是波兰最知名的老城，因为在许多世纪以来，克拉科夫是波兰的首都，直到公元1596年，時任國王齐格蒙特三世才将他的宫廷迁往华沙。1978年，克拉科夫老城以「克拉科夫历史中心」名稱由联合国教科文组织列为世界遗产。

## 建築古蹟

克拉科夫第一區範圍示意圖，南側為瓦维爾山，其餘區域為克拉科夫老城，圖中框有紅線處為中央集市廣場。

克拉科夫老城擁有約 6000 處歷史遺跡和超過 200 萬件藝術品。其豐富多樣的歷史建築包括文藝復興時期、巴洛克式和哥特式建築。同時宮殿、教堂、劇院和豪宅展示了多種多樣的色彩、建築細節、彩色玻璃、繪畫、雕塑和家具，至今其著名景點吸引著源源不斷的遊客，属于克拉科夫第一区的一部分，第一区也称为「老城区」，但是面积比老城范围略大一些；而劃入世界遺產的區域還包括克拉科夫老城以南的史塔登、卡齐米日等兩個街區的大部分區域。
中世纪的克拉科夫周围环绕着3公里长的城墙，有46个塔楼，7个主要入口，修建花费了2个世纪的时间。老城的建筑规划制定于1259年到1287年的鞑靼入侵之后。位于老城中心的中央集市广场，是欧洲最大的中世纪城市广场。在其附近有许多历史地标，例如圣母圣殿、聖亞德柏伯堂、聖巴巴拉堂。广场周围是联排住宅（kamienice）和贵族府邸、文艺复兴风格的纺织会馆（目前是礼品店、餐馆和商人摊位）、克拉科夫歷史博物館、以及市政厅钟楼。老城西南側則坐落有主教府與亞捷隆大學。
舊時波兰国王的加冕游行路线皇家之路纵贯整个克拉科夫老城。皇家之路开始于原来北侧城墙外的聖福里安聖殿，经过建于1499年的哥特式的中世纪外堡，穿过聖福里安門进入老城。然后沿着弗洛里亚街，穿过中央集市广场，再经过格羅茨卡街與聖伯多祿聖保祿堂到达瓦维尔山，这是过去的波兰王室驻地，俯瞰着维斯瓦河。
在19世纪，大部分城墙被拆除，护城河被填平，改为环城绿带，称为普蘭提公園。

## 著名建築物

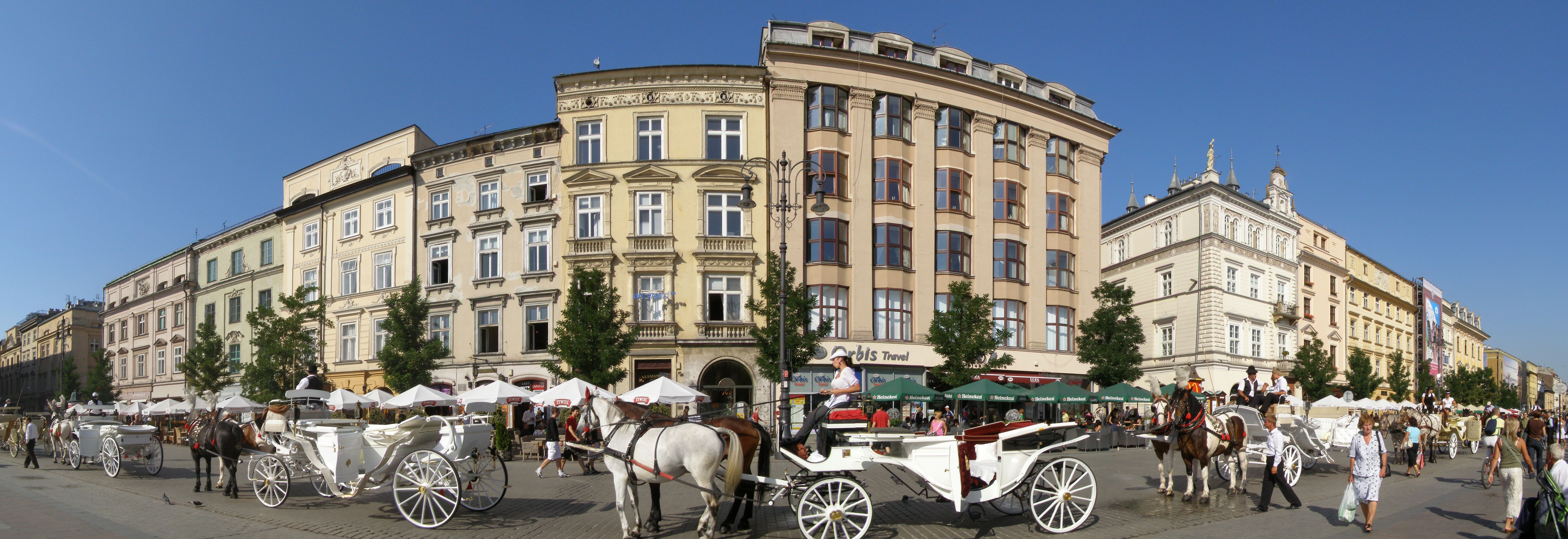
集市廣場沿線的建築

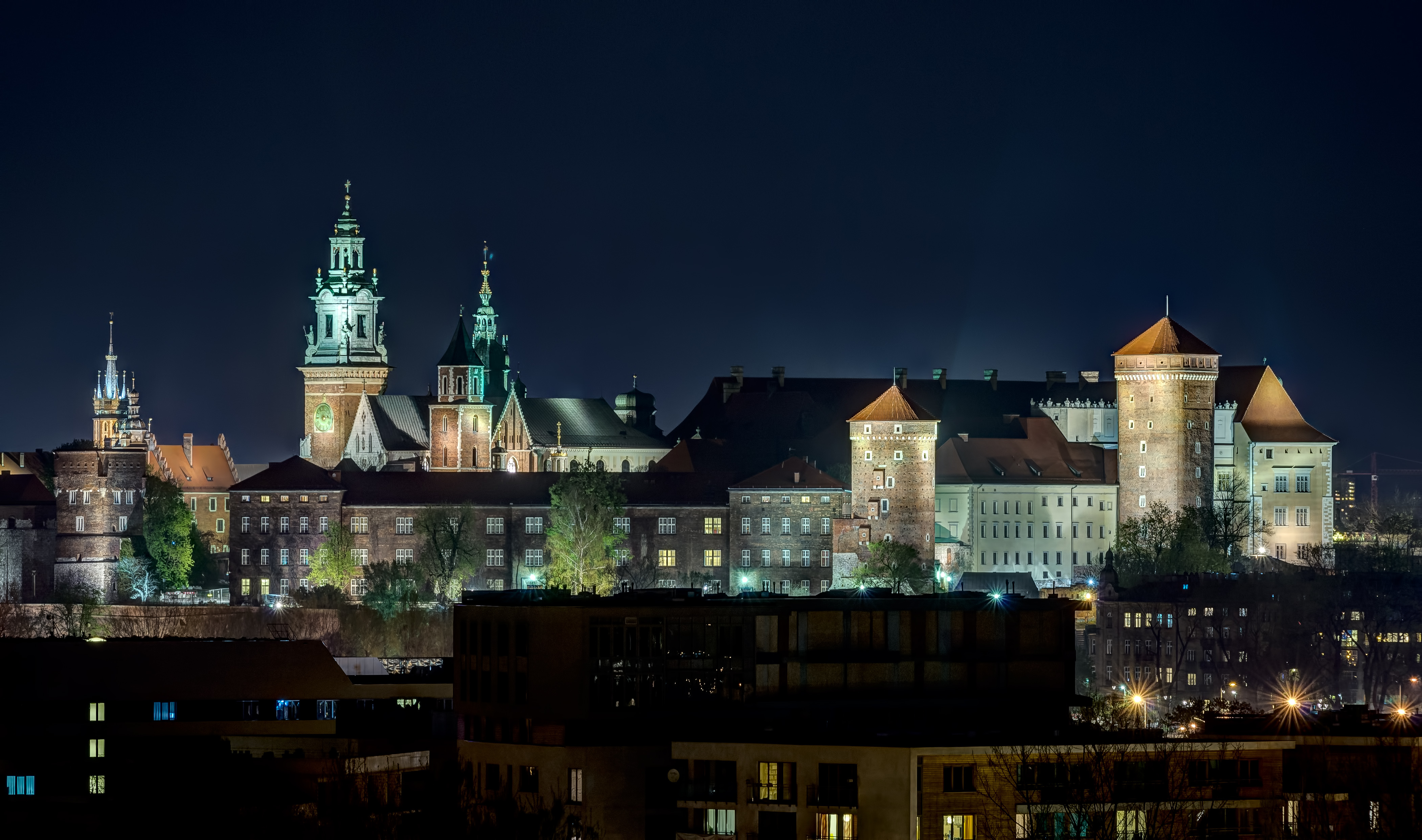
瓦維爾城堡
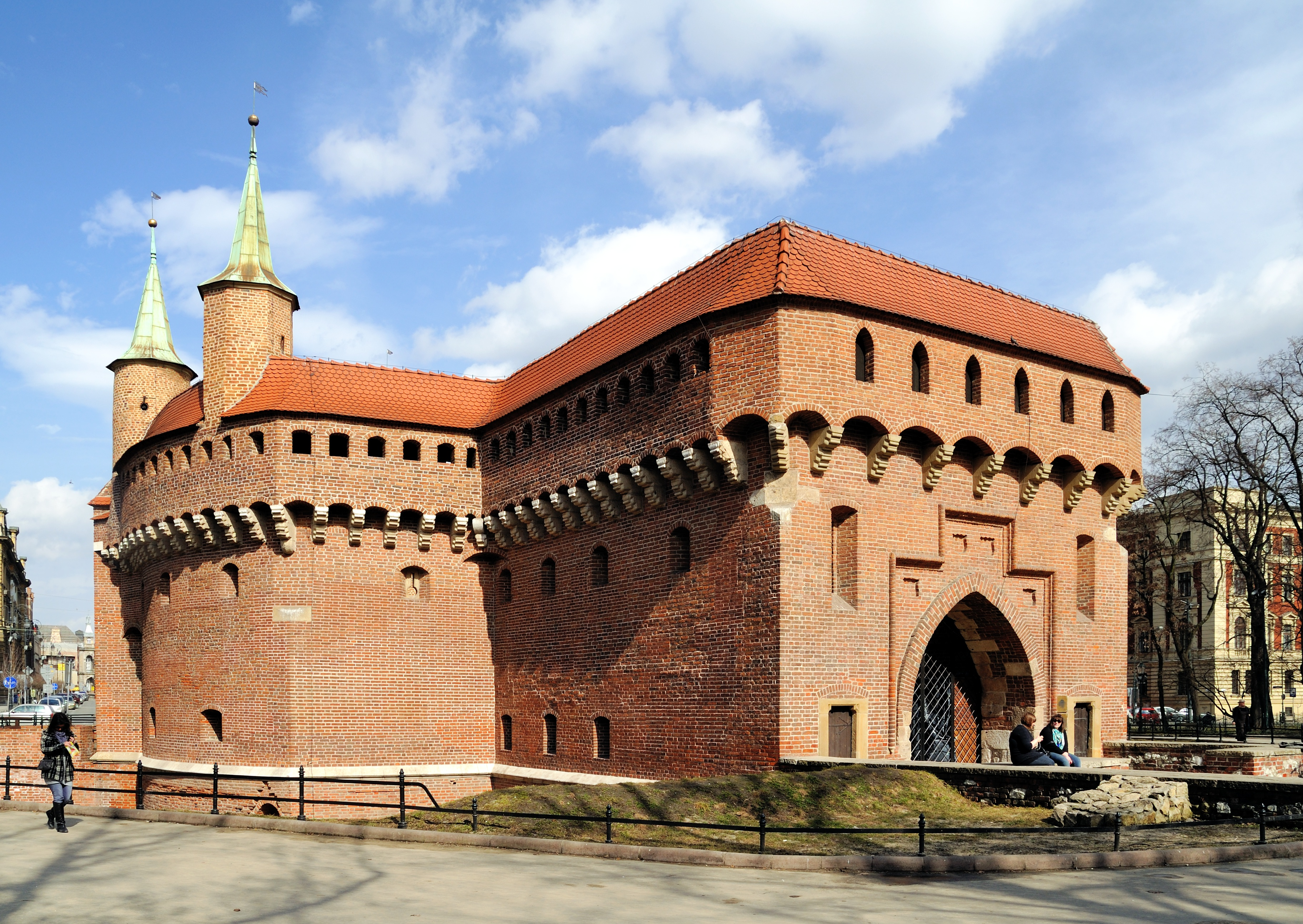
克拉科夫瓮城
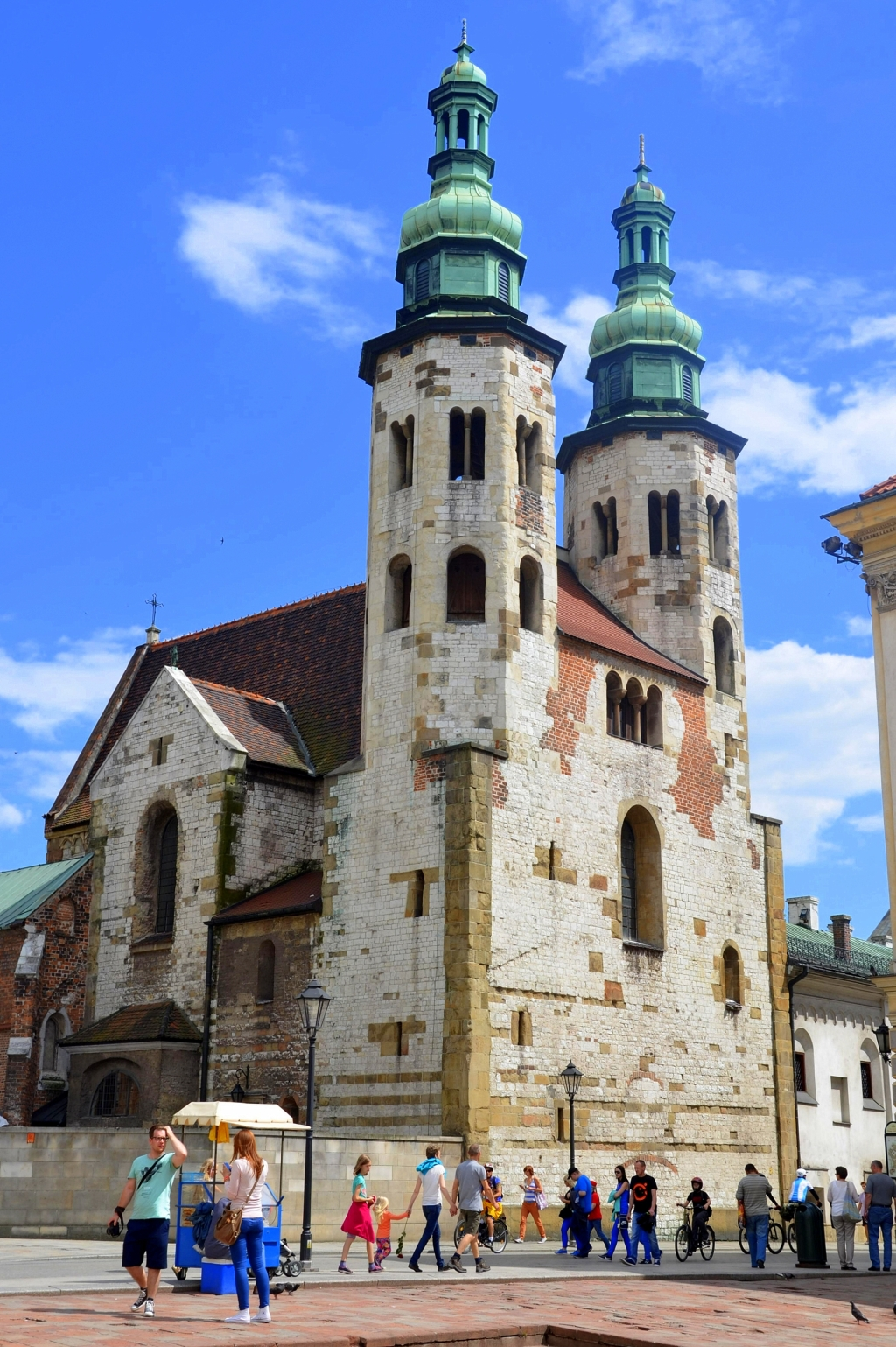
圣安德肋教堂
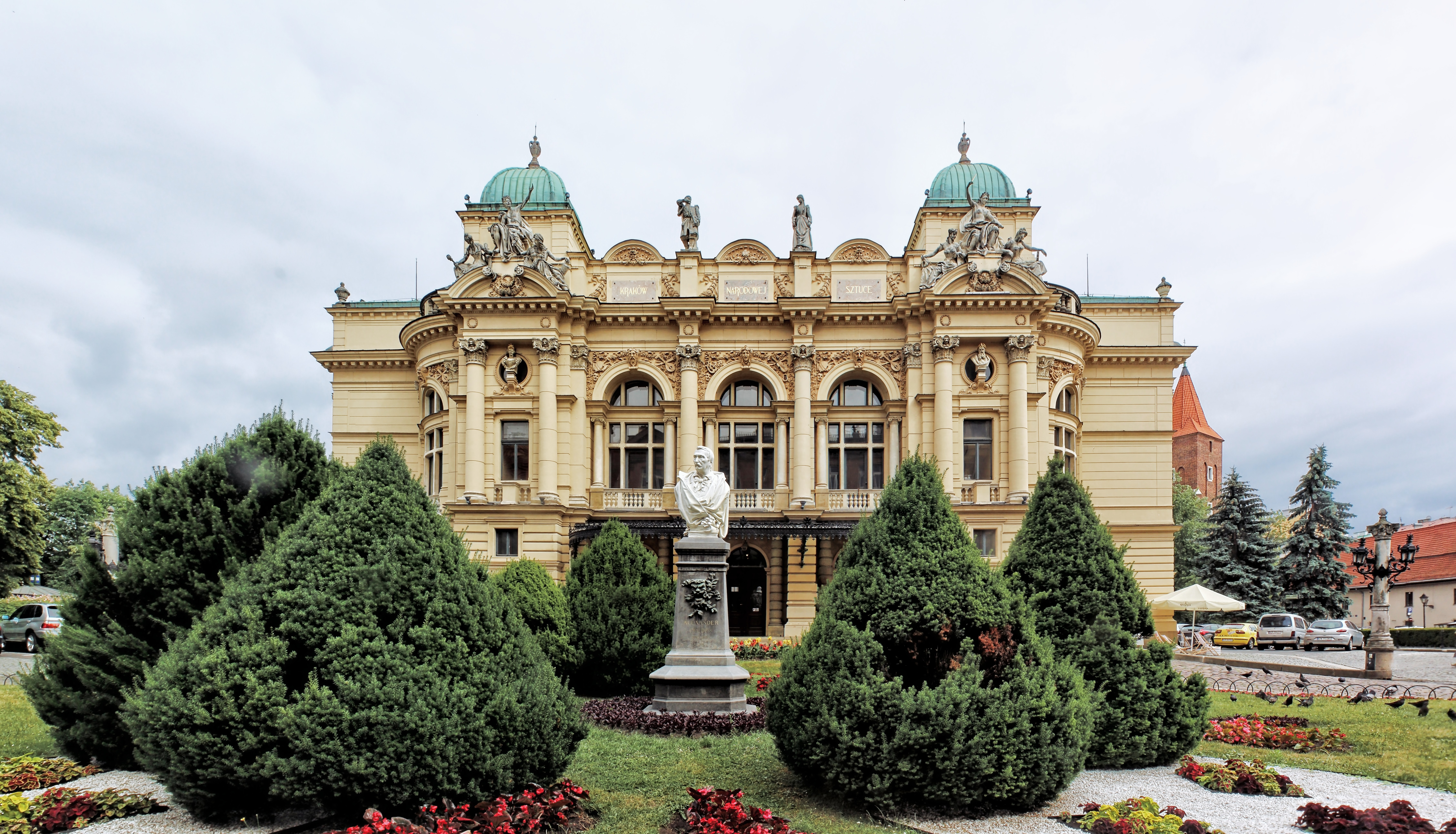
尤利烏什·斯沃瓦茨基劇院
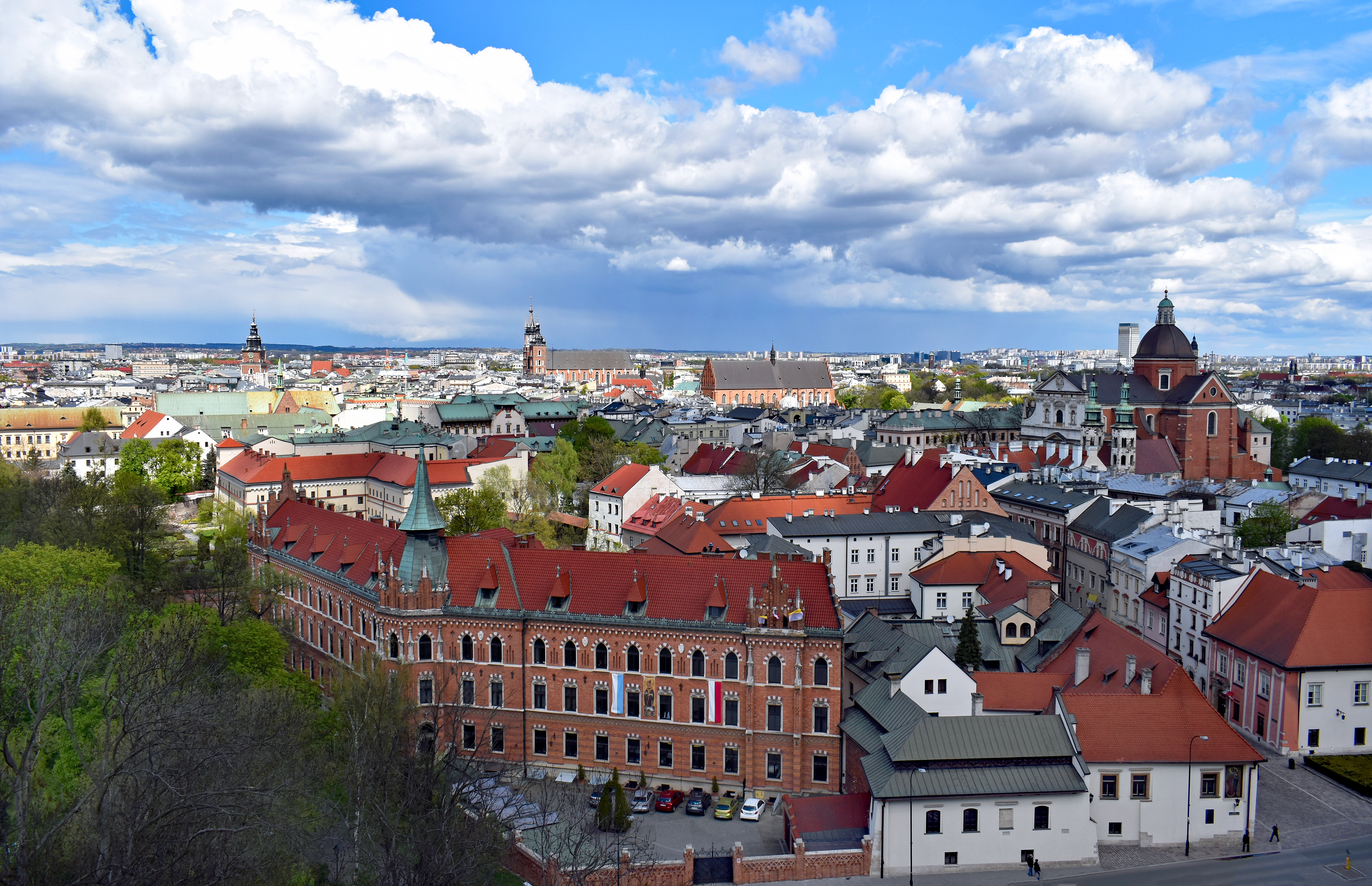
克拉科夫老城風景
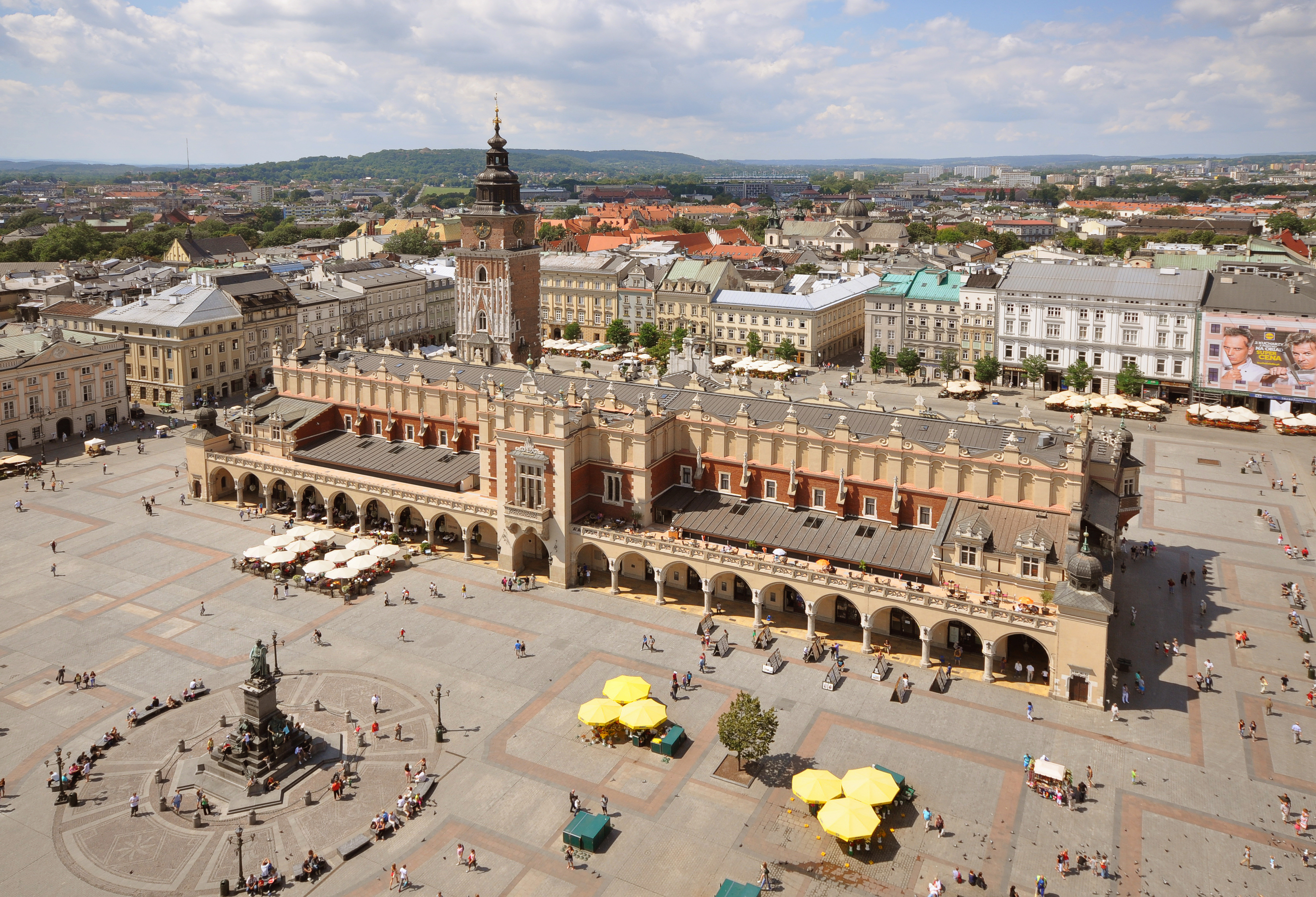
中央集市廣場
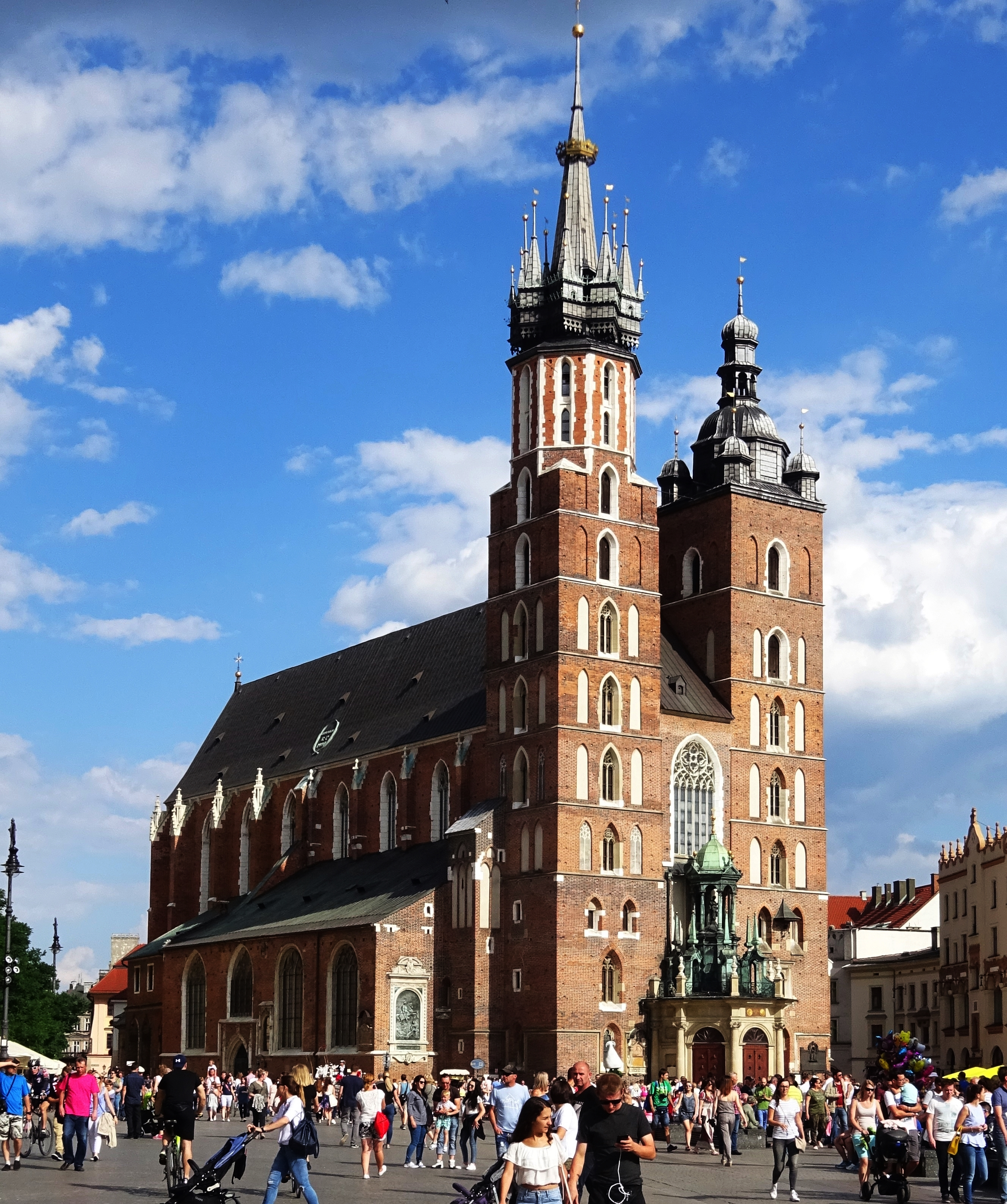
聖母聖殿
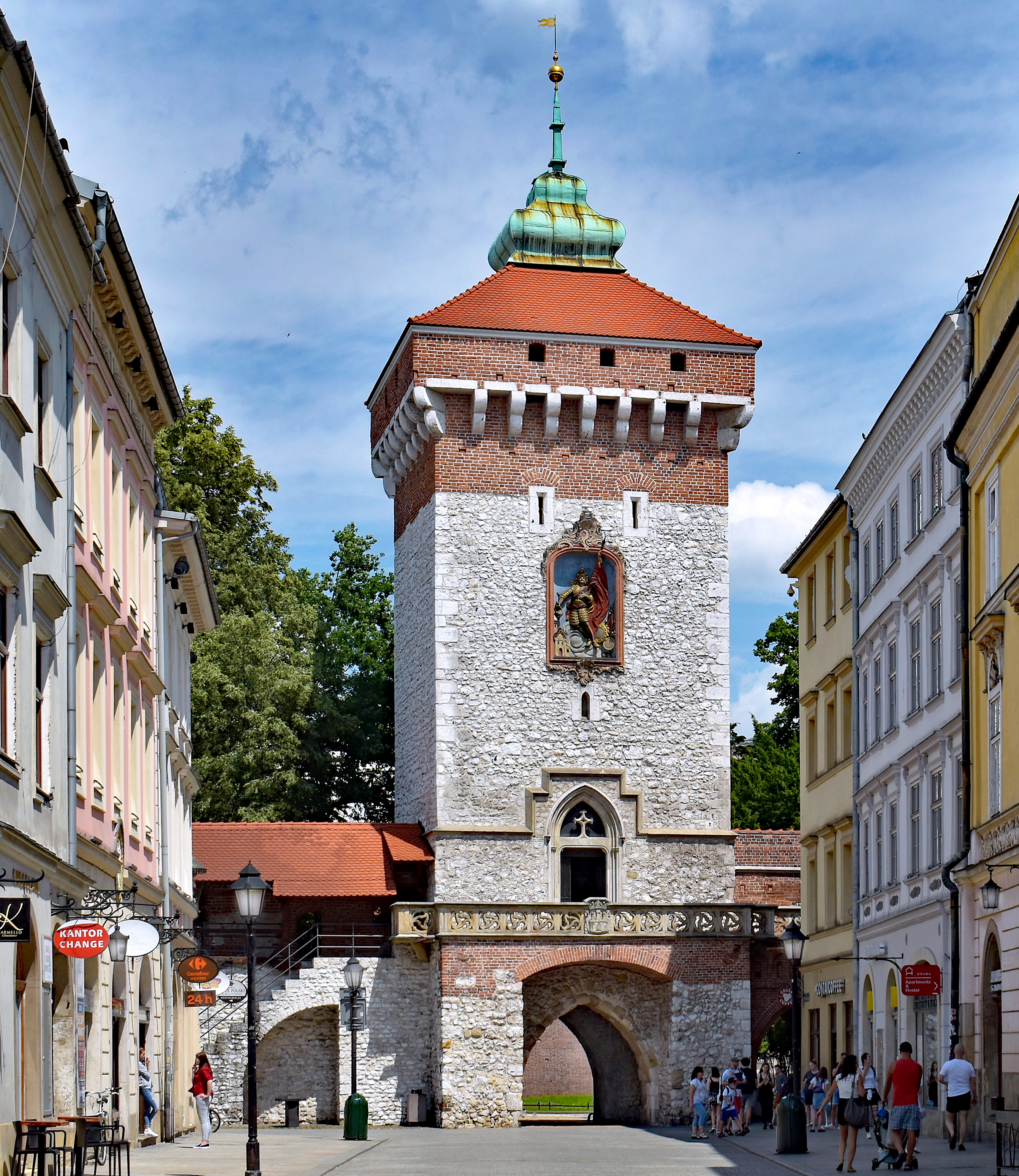
圣福里安门
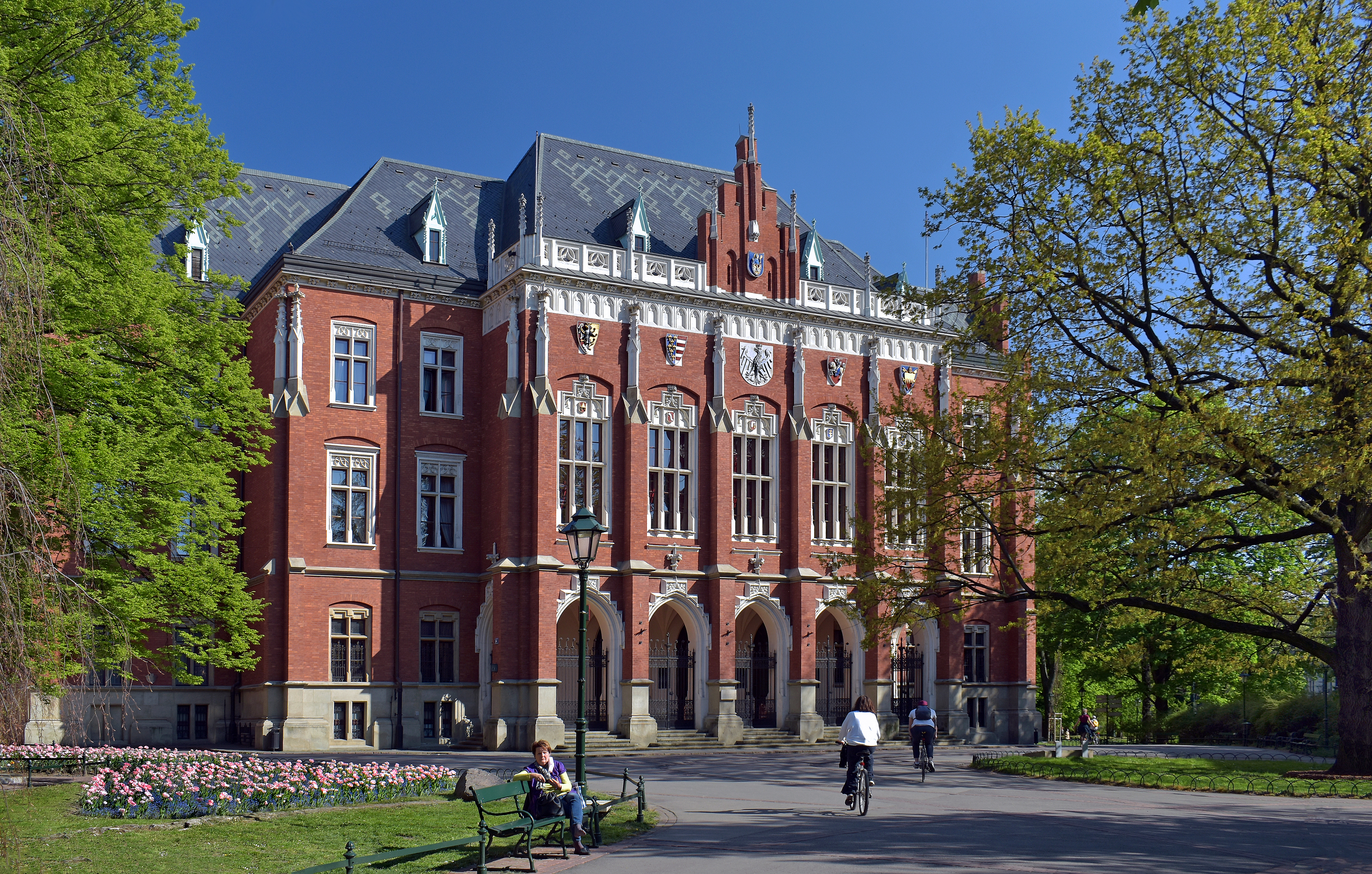
新學院

- 集市廣場沿線的建築